# Канно, Наоси
Наоси Канно (яп. 菅野直; род. 23 августа 1921, префектура Мияги, Японская империя — ум. 1 августа 1945, остров Якусима, острова Осуми, префектура Кагосима, Япония) — японский военный лётчик-истребитель, ас, участник Второй мировой войны. Подтвержденное количество сбитых им самолётов противника — 25.

## Биография
В 1938 году Н.Канно поступает на обучение в императорскую Военно-морскую академию, оканчивает её в феврале 1943 года. После этого был направлен на дальнейшую учёбу в лётную школу. Затем, уже в действующей армии с апреля 1943 он — командир звена в 343-й группе военно-морской авиации, к июлю 1944 года — ведущий группы 306-й эскадрильи в 201-й группе военно-морской авиации. Участвовал в воздушных боях в Микронезии, над Филиппинами и островом Яп. В боях 27 октября 1944 года сбил 12 американских самолётов Grumman F6F.
Наоси Канно характеризовался как человек со взрывным характером, но отличный лётчик. Украшал свой самолёт специальной полосой, указывавшей противнику на его принадлежность Канно и, по его мнению, способствующей желанию врага его атаковать, завязать с ним бой. Прошение Н.Канно о его переводе в отряд камикадзе удовлетворено не было из тех соображений, что гибель как камикадзе столь опытного лётчика является нeоправданной. В декабре 1944 года назначается командиром 301-й эскадрильи в 343-й авиационной группе. В конце войны его воинская часть была переброшена на собственно Японские острова, на остров Кюсю.
Последний бой Наоси Канно провёл 1 августа 1945 года, незадолго до подписания Японией акта о капитуляции. В этот день он вылетел со своей базы навстречу группе американских бомбардировщиков В-24, сопровождаемых истребителями Р-51 Mustang для их перехвата перед островом Якусима, южнее Кюсю. Самолёт его был уничтожен взрывом, и упал в море. Останки пилота не были найдены. Посмертно Наоси Канно было присвоено звание капитана авиации.

## В искусстве
Наоси Канно выступает героем различных японских аниме и манг (например, «Скитальцы»).